# Министерство спорта и молодёжи Грузии
Министерство спорта и молодёжи Грузии отвечает за регулирование деятельности, связанной со спортом и развитием молодежи в Грузии.

## История
Министерство было создано в 2010 году в результате реструктуризации деятельности грузинского правительства в июне 2010 года. Предыдущие Министерство культуры, охраны памятников и спорта было разделен на два отдельных государственных учреждения: Министерство спорта и молодежи и Министерство культуры и охраны памятников. Разделение было принято актуальным в связи с растущим значением спорта среди молодежи в Грузии. В 2010 году правительство выделило GEL 29,2364 млрд министерству, в 2011 — 30,9276 миллиардов.

## Министры
1. Владимир Вардзелашвили с 19 июня 2010 г. по 25 октября 2012 г.
2. Леван Кипиани с 25 октября 2012 г. по 1 мая 2015 г.
3. Тариел Хечикашвили с 1 мая 2015 г.